# Мухаммад IV (ширваншах)
Мухаммад IV (д/н—991) — 9-й ширваншах в 981—991 рока, дербентський емір в 989—990 роках. Сприяв початку піднесення держави.

## Життєпис
Походив з лайзанської гілки династії Маз'ядидів. Син ширваншаха Ахмада I. Про дату народження та молоді роки замало відомостей. Після смерті батька 981 року успадкував трон ширваншахів.
Негайно відновив війну проти дербентського емірату. Вже 981 року захопив Кабалу, в 982 році — Бардаа. Управляти останньою призначив свого візира Мусу ібн Алі. У 983 році він відбудував фортецю Шабаран.
У 988 році дербендці на чолі з проповідником ал-Тузі захопили місто Дербент, вигнавши еміра Маймуна. 989 року владу було передано Мухаммаду IV. Він розмістив у Дербенті свою залогу. В цей час майже вся територія Північного Азербайджану опинилася під його політичним впливом. Ширван впритул підступив до правобережжя річки Самур. Посилюється вплив ширваншаха у Табасарані та лезгинських аулах південніше Самура.
Проте панував Мухаммад IV в Дербенті лише 10 місяців. Він був поранений в голову колишнім гулямом еміра Маймуна на ім'я Балід (Балда). Після цього пораненого ширваншаха вивезли до Шемахи.
Незабаром проти Мухаммада IV повстав Муса ібн Алі. Водночас Маймун відвоював Дербент. 991 року ширваншах помер від поранення. Владу успадкував його брат Язід II.